# Nationalisme érythréen
Le nationalisme érythréen est une idéologie politique soutenant que les Érythréens partagent une histoire commune et constituent à ce titre une nation à part entière. Bien que le nationalisme érythréen ait un fondement naturel, la démographie érythréenne demeure diversifiée. L'Érythrée compte neuf grands groupes ethniques, chacun ayant sa propre langue et sa propre culture, et est divisée entre deux grandes religions, le christianisme et l'islam. Toutefois, le gouvernement érythréen cherche à encourager le nationalisme érythréen par des programmes tels que le service national, la promotion du nationalisme civique et la formation de l'organisation de jeunesse YPFDJ, ainsi que par la lutte contre les « influences » étrangères,.